# Атабаска (глечер)
Глечер Атабаска (енгл. Athabasca Glacier) представља долински глечер планинске глацијације који се спушта са ајсфјелдског ледника Колумбија у јужном делу канадских Стеновитих планина. Из његовог терминалног басена истиче река Атабаска. Налази се у границама националног парка Банф у јужном делу канадске провинције Алберта.
Дужина глечера је 6 км, површина око 6 км², а дебљина леда креће се између 90 и 300 метара. Просечна брзина кретања леда је у задње време између 2 и 3 метра на годишњем нивоу. У последњих 125 година лед глечера Атабаска померио се за преко 1,5 км, док је у истом том периоду изгубио преко половине своје запремине.
Један је од туристички најпосећенијих глечера у целој Северној Америци .